# Chambre des représentants des Îles Mariannes du Nord
La Chambre des représentants des Îles Mariannes du Nord (en anglais : Northern Mariana Islands House of Representatives) est la chambre basse de la Législature, le parlement bicaméral des Îles Mariannes du Nord, un territoire non incorporé et organisé des États-Unis.

## Composition
La Chambre des représentants des Îles Mariannes du Nord est dotée de 20 sièges pourvus pour deux ans au scrutin majoritaire dans 7 circonscriptions de 1 à 6 sièges. Deux d'entre elles comportent un siège à pourvoir, trois en ont deux, et deux autres en ont six.
Le scrutin uninominal majoritaire à un tour est utilisé dans les circonscriptions d'un seul siège, et le scrutin majoritaire plurinominal dans celles de plusieurs sièges. Dans ces dernières, les électeurs disposent d'autant de voix que de sièges à pourvoir, qu'ils répartissent aux candidats de leur choix à raison d'une voix par candidat. Après décompte des suffrages, les candidats ayant reçu le plus de voix sont élus à raison du nombre de sièges à pourvoir dans chaque circonscription.

## Compléments